# Mickybo and Me
Mickybo and Me är en dramakomedi från 2004 om två pojkar i Belfast på Nordirland. Filmen är producerad av Terry Loane.

## Handling
Detta är en berättelse om två pojkar Mickybo och Jonjo som lever på varsin religiös sida av Belfast. Filmen utspelar sig på 1970-talet. De går samman för att försvara sig mot ett gäng som brukar trakassera dem. Dessa två pojkar är fixerade av Butch Cassidy och Sundance Kid och de gör ett försök att följa deras hjältars fotspår. De lever som små ligister och har till exempel tagit en pistol från en död man. Sedermera rymmer de tillsammans från sina hem i Belfast och har Australien som mål. Efter en lång resa med stora problem blir de till slut tillfångatagna i västra Irland och pojkarna är förbluffade att de lyckades korsa gränsen. I slutet av filmen dödas Mickybos pappa i en skottlossning och i sin förtvivlan går Mickybo över till det gäng som  Mickybo och Jonjo hade undvikit i början av filmen. 

## Om filmen
Terry Loane är född i Belfast, han filmen i förhoppning att ge staden ett bättre rykte och att fler filmer skulle spelas in i staden och därmed inbringa mer pengar till staden.
Jonjo spelas av Niall Wright och John Joe McNeill spelar Mickybo. De togs fram av cirka 600 sökande pojkar som ville medverka som huvudroller i filmen.

## Rollista i urval
- John Joe McNeill - Mickybo
- Niall Wright - Jonjo
- Julie Walters - Mickybos mamma
- Ciarán Hinds  Jonjos pappa
- Adrian Dunbar - Mickybos pappa
- Gina McKee - Jonjos mamma
- Brendan Caskey - Gank
- Charlie Clarke - Fartface